# Sextus Meyer
Deodatus Fredericus Sextus Meyer (11. maj 1834 på Frederiksberg – 2. juli 1921 i København) var en dansk officer og brandchef i København.

## Militær karriere
Sextus Meyer var søn af kaptajn, told- og konsumtionsinspektør i Grenaa Christian Frederik Meyer (1785-1836) og Maren født Fries (1796-1874) og blev opkaldt efter Frederik VI. Han indtrådte i 1848 som elev på Landkadetakademiet, hvorfra han afgik i 1853, da han ansattes ved 7. Infanteribataljon som sekondløjtnant med anciennitet af 1. november 1852. Fra 1857 til 1861 gennemgik han Den kongelige militære Højskole. Ved sin afgang fra skolen udnævntes han til sekondløjtnant i Ingeniørkorpset og ansattes straks ved korpsets stab, men overgik kort efter til Ingeniørtropperne, med hvilke han deltog i befæstningsanlæggene i Dannevirkestillingen. Endnu samme år (1861) forflyttedes han til ingeniørdirektionen i Slesvig og året efter til ingeniørdirektionen i Nørrejylland og Fyn, i hvilken stilling han deltog i Fredericias forsvar i 1864. Efter fæstningens rømning 26.-27. april overgik han til den aktive armés ingeniørkommando og forflyttedes i slutningen af 1864 til Københavns fortifikation.
Fra begyndelsen af 1865 gjorde han på ny tjeneste i Fredericia, men forsattes senere på året til Ingeniørtropperne og erholdt kort efter karakter som premierløjtnant. I 1867 udnævntes han til premierløjtnant og ansattes som adjudant ved den nyoprettede 1. Ingeniørbataljon. Fra 1871 til 1876 gjorde han tjeneste ved 1. Ingeniørdirektion og fra 1876 til 1880 ved Ingeniørkorpsets stab. Efter i 1872 at være forfremmet til kaptajn blev han tillige i 1873 kompagnichef ved 2. Ingeniørbataljon (reservebataljon). I 1880 forflyttedes han til 1. Ingeniørbataljon som kompagnichef, men blev nogle måneder efter stabschef ved Ingeniørkorpset, i hvilken stilling han forblev, indtil han i 1883 overtog chefspladsen ved 2. Ingeniørdirektion. Efter i 1884 at have overtaget stillingen som brandinspektør i København trådte han samme år uden for nummer i Ingeniørkorpset og erholdt dernæst 1886 afsked af krigstjenesten med oberstløjtnants karakter. I 1895 fik han nyt afskedspatent som oberst.

## Brandchef
Da Meyer overtog ledelsen af Københavns Brandvæsen, rådede dette over et i forhold til hovedstadens betydelige udvikling ufyldestgørende personel og materiel, og dets organisation lod også en del tilbage at ønske, hvilket bevistes i praksis ved den store brand, som kort efter hans tiltrædelse af  brandinspektørpladsen, nemlig 3. oktober 1884, lagde Christiansborg Slot i aske. Denne begivenhed foranledigede en vidtgående diskussion i Borgerrepræsentationen om, hvorvidt brandvæsenet var kraftigt nok til at imødegå en større ildsvåde, og Magistraten opfordredes da til at fremkomme med forslag til en forandret og forbedret organisation af det. Efter at have gjort sig bekendt med brandvæsenet i flere større byer i Nordeuropa udarbejdede Meyer et sådant forslag, som i 1887 af Magistraten forelagdes Borgerrepræsentationen og endelig vedtoges i 1889. Såvel personel som materiel med bespænding af heste fik en betydelig udvidelse, og hele brandvæsenet, derunder brandtelegrafen med brandalarmer og brandtelefoner, ordnedes på en tidssvarende måde. Ved gennemførelsen af den nye ordning lagde Meyer stor omsigt og dygtighed for dagen, ligesom hans militære fordannelse kom ham til væsentlig nytte.
På baggrund af brandkatastrofer i teatre i udlandet (Wien, Paris, Chicago) tog Meyer initiativ til brandsikring af teatrene i hovedstaden. Han nåede også at få påbegyndt motoriseringen ved indkøbet af den første personbil i 1906. Meyer var også en anset person i udlandet, og i en periode var han præsident for den 1901 stiftede internationale sammenslutning Grand Conseil des Sapeur-Pompiers. 
1898 ændredes Meyers titel brandinspektør til branddirektør og 1908 til brandchef. 1. november 1909 gik han på pension.
Efter sin pensionering tilbragte Meyer en stor del af sin tid med at samle materiale til en fremstilling af Københavns Brandvæsens historie. Hans materiale blev anvendt ved den 1931 ved Kjøbenhavns Brandforsikrings 200-års jubilæum udgivne store fremstilling af Københavns Brandvæsens historie.
Meyer blev Ridder af Dannebrogordenen 1877, Dannebrogsmand 1892, Kommandør af 2. grad 1901 og af 1. grad 1903.
Sextus Meyer ægtede 10. maj 1866 i Kastelskirken den jødiske Anna Emilie (Hanne) Levison (1. februar 1838 i København - 30. juni 1913 på Steensgård, Langeland), datter af grosserer Pinnes Levison (1792-1866, gift 2. gang 1854 med Gitta Hertz, 1815-1900) og Sanne Bloch (1812-1842)) i København. 
Han er begravet på Vestre Kirkegård.
Meyer er gengivet i et xylografi 1892 efter foto. Posthumt portrætmaleri af Knud Sinding (Hovedbrandstationen).